# Tomie (manga)
Tomie (富江 Tomie,?) es un manga de horror Shōjo escrito e ilustrado por Junji Ito, y serializado en la revista mensual Monthly Halloween de la editorial Asahi Shinbum de 1987 al 2000.
El manga fue el trabajo debut de Ito y es considerado por sus fanáticos como una de las obras más representativas del autor y de su carrera. El manga ha sido bien recibido en su país de origen Japón, recibiendo numerosas adaptaciones cinematográficas, televisivas y teatrales.
La trama principal del manga sigue a Tomie Kawakami, una misteriosa y hermosa joven japonesa poseedora de habilidades extraordinarias como la capacidad de sanar su cuerpo y de cautivar y esclavizar a las personas para que cumplan su voluntad. Es la causante de innumerables tragedias conforme se va topando con las personas que caen víctimas de sus planes. Por su trabajo en Tomie, Junji Ito ha recibido varias críticas positivas y ha ganado el premio Kazuo Umezu.
Una adaptación de algunos capítulos del manga fue realizada por Studio Deen como material OVA de la serie de anime Junji Ito Collection, lanzadas en 2018.
Tomie también fue adaptado en un episodio de la serie anime Junji Ito Maniac: Relatos japoneses de lo macabro.

## Aspectos de la serie
Narrada a modo de antología, la principal protagonista es Tomie Kawakami, una misteriosa e intrigante joven, dueña de una belleza descomunal cuya verdadera identidad es la de una diabólica y letal entidad que usa a su favor a las personas de su alrededor casi siempre buscando su beneficio propio como una pareja, fama, seguidores, preservar su belleza y en algunos casos eliminar a otras copias suyas ya sea por sus propios medios o con ayuda de alguno de sus servidores. Posee un poder regenerativo a nivel celular por el cual es capaz de recuperarse de lesiones fatales o leves, además de que puede crear copias suyas a partir de diferentes partes de su cuerpo como extremidades, órganos e incluso gotas de su sangre, volviéndola esencialmente inmortal y como una amenaza que siempre encuentra la manera de regresar. Las pocas debilidades que ella misma ha exhibido son: la combustión espontánea, puesto que es incapaz de regenerarse después de que su cuerpo ha sido completamente carbonizado y el envejecimiento; esto última solo es posible siempre y cuando Tomie no se haya clonado antes y haya sido creada a partir del cuerpo de una niña. Por otra parte Tomie también es capaz de crear clones de ella misma al transformar a otras chicas o niñas en versiones alternativas de sí misma, siempre y cuando sean compatibles con su tipo de sangre.
Tomie también es capaz de seducir y cautivar a personas con su belleza en su mayoría varones a quienes manipula para que ellos hagan su voluntad para su propio entretenimiento, ya sea para que le consigan cosas que ella necesita y anhela, tales como bienes materiales, y en casos más extremos deshacerse de sus enemigos, como al obligar a sus pretendientes a eliminar a otras chicas o en su defecto a otras copias de ella misma. Pese a que Tomie es capaz de lograr que sus fanáticos la sigan ciegamente y la obedezcan, dicha obsesión llega a tal punto que la mayoría acaba por herir y asesinar a Tomie, lo que resulta en que ella se multiplique y sus clones o copias repitan el proceso indefinidamente creando una cadena interminable de incontables víctimas que sufren por su causa.
La mayoría de capítulos tratan de una Tomie diferente y como ella afecta a alguna víctima en su viva diaria, haciéndose pasar por una joven ordinaria y desahuciada mientras manipula psicológicamente a sus potenciales sirvientes antes de manifestar su verdadera esencia ya sea por incidentes o por la intervención de personas capaces de resistirsele. Si bien los capítulos son independientes unos de otros, existen algunos elementos recurrentes o personajes secundarios que aparecen en más de un capítulo en historias posteriores. Algunos personajes recurrentes en la trama son: Takagi, un joven maestro que descuartiza a Tomie a en un esfuerzo por eliminarla al supuestamente creer que la había dejado embarazada, pero cuando ella finalmente revive este acaba por convertirse en su esclavo y la ayuda en algunos de sus fines ya sea haciéndose pasar por su padre o ayudándola a conseguir un nuevo hogar. Tsukiko una joven estudiante de secundaria que descubre la verdadera naturaleza de Tomie y se enfrenta a ella en más de una ocasión. Yakusa la hermana mayor de un clon de Tomie hecha a partir de una dosis de su sangre quien hace una alianza con Ryo, un exmodelo de pasarelas que acabó demente y víctima de quemaduras de tercer grado por su encuentro con otra Tomie.

## Argumento
En una clase de secundaria varios adolescentes están hablando sobre el misterioso homicidio de una de sus compañeras Tomie Kawakami, cuyo cuerpo descuartizado ha sido descubierto a lo largo de la ciudad. De manera inesperada todos se llevan una gran sorpresa cuando entra la recién confirmada fallecida, que aparece para reintegrarse en la clase como sí no le hubiera sucedido nada. La sola presencia de Tomie comienza a tener repercusiones psicológicas en varios de sus compañeros en especial de su exnovio Yamamoto y Takagi, el maestro que fue el amante de la joven. Al cabo de un tiempo la mayor parte de los estudiantes se suicida y otros pierden la cordura como resultado de haber sido responsables de la muerte de Tomie a quien dejaron agonizar cuando ella se lesionó en un accidente y cuyo cuerpo desmembraron en cuarenta y dos piezas para hacer pasar su muerte como un homicidio.
Dos años después del incidente de la clase Tomie continúa acechando la zona ahora contando con el apoyo de Takagi, que escapa del hospital psiquiátrico donde fue recluido y la ayuda a herir a nuevas personas como a un muchacho llamado Tadashi y a su novia Yukiko que casi muere tras recibir un riñón de Tomie, el cual se transforma en un clon de esta y posteriormente la propia Yukiko se vuelve en una copia de ella como consecuencia de sus impresionantes habilidades regenerativas. Finalmente Tomie se hace enemiga de Tsukiko, una estudiante de otra escuela, que es capaz de percibir su naturaleza a través de fotografías donde Tomie aparece con una apariencia monstruosa y distorsionada. A pesar de los esfuerzos de Tsukiko por exponer a la verdadera Tomie, no logra evitar que algunos de sus compañeros sucumban a la belleza de la misteriosa joven y le pierde el rastro cuando la confronta en una mansión donde experimentaba con clones suyas.
Debido a que Tomie crea nuevas copias suyas cada vez que es desmembrada o asesinada inevitablemente su influencia y alcance se vuelven incalculables y termina por afectar a personas inocentes que se topan con ella ya sea por coincidencias o por malicia de la misma Tomie. Una de las víctimas que jura vengarse es Ryo, un ex super modelo que descubre algunas cualidades desconocidas de ella, tal como su capacidad de convertir mujeres en copias suyas y su defecto de envejecer sí es clonada siempre y cuando no se haya regenerado antes. El plan de venganza de Ryo consiste en crear tres clones de Tomie que pretende envejecer, pero como las Tomies son territoriales e incapaces de tolerarse entre sí, convence a la hermana mayor de una de ellas, Yakusa, a ayudarla a proteger a su hermana menor, que es una clon de Tomie, para que pueda envejecer con la esperanza de que pierda su belleza y físico, de los que tanto se enorgullece. A pesar de que Ryo y Yakusa logran mantener encerrada a Tomie por décadas y confirmar su presencia al escuchar sus lamentos dentro de un bloque de concreto, ya ancianos intentan liberarla y descubren que Tomie fue, de alguna manera, capaz de huir por una pequeña grieta y que los supuestos lamentos que habían escuchado eran en realidad el sonido del aire soplando a través del concreto vacío.

## Concepto y creación
Tomie fue escrita e ilustrada por Junji Ito y fue su primer manga creado y publicado para la revista Monthly Halloween cuando comenzó a reclutar a personal en su primer año de existencia. Ito se inspiró para crear a Tomie en el fenómeno de regeneración de los lagartos. En sus primeros conceptos para la obra quería presentar la rara de una chica que asistía despreocupadamente a su escuela, pero que en realidad estaba muerta. Finalmente explicó que la idea inicial era tener a una persona muerta volviendo a la vida y visitando a sus amigos como si nada hubiera sucedido. A medida que la historia se desarrollaba, Ito estableció a su protagonista como una chica cruel puesto que creía que el manga sería más interesante al presentar a alguien que no fuera agradable.

## Publicación

### Manga
Tomie fue publicada por Asahi Sonorama en la revista japonesa Monthly Halloween desde la publicación de su primer capítulo en el año 1987 hasta el 2000. Finalmente tendría su primer volumen en febrero de 1996, titulado Tomie no kyōfu gaka (富江の恐怖 画家 lit. Tomie del terror: Pintor?). Dos volúmenes que recopilaron 12 capítulos se publicaron en la serie The Junji Ito Horror Comic Collection (伊藤潤二恐怖マンガCollection?) como los primeros volúmenes de la serie. En febrero del 2000 Asahi Sonorama publicó un volumen recopilatorio titulado, Tomie Zen (富江 (全)?). En Estados Unidos ComicsOne publicó ambos volúmenes el 1 de abril del 2001, en formato de lectura oriental (de izquierda a derecha).
El resto de los capítulos fueron recopilados en un volumen titulado Atarashī Tomie (新しい富江 Nueva Tomie?) que fue publicado en Nemuki y posteriormente recopilado en Tomie Again: Tomie Part 3 (富江Again―富江 Part3?) siendo distribuida a partir de marzo de 2001. Tomie sería lanzada de nuevo como parte de la serie The Junji Ito Museum of Horror (伊藤潤二恐怖博物館?). Esta versión también se distribuyo con los capítulos disponibles en Tomie Again. Dark Horse Comics publicó esa versión con un formato de lectura de derecha a izquierda.
Asahi Sonorama relanzó el manga en dos volúmenes como parte de la Junji Ito Masterpiece Collection (伊藤潤二傑作集 Itō Junji Kessaku-shū?) el 20 de febrero del 2011.
Para occidente Viz Media adquirió los derechos de distribución el 26 de marzo del 2016. Publicando un solo volumen con todos los capítulos, similar a sus versiones de los mangas Gyo y Uzumaki.

### Lista de volúmenes
| Volumen 1 "The Junji Ito Horror Comic Collection" (伊藤潤二恐怖マンガCollection (1) [コミック]) | ISBN            | Publicado       |
| Volumen 1 "The Junji Ito Horror Comic Collection" (伊藤潤二恐怖マンガCollection (1) [コミック]) | ISBN 4257903139 | octubre de 1997 |
| |                 |                 |
| Contiene los capítulos: - 1- Tomie (富江 Tomie?) - 2- Fotografía (写真 Shashin?) - 3- Beso (接吻 Seppun?) - 4- Mansión (屋敷 Yashiki?) - 5- Venganza (復讐 Fukushū?) - 6- La base de la cascada (滝壺 Takitsubo?) |                 |                 |

| Volumen 2 "Tomie 2: The Junji Ito Horror Comic Collection" (伊藤潤二恐怖マンガCollection 富江 Part 2) | ISBN            | Publicado         |
| Volumen 2 "Tomie 2: The Junji Ito Horror Comic Collection" (伊藤潤二恐怖マンガCollection 富江 Part 2) | ISBN 1588990850 | noviembre de 1997 |
| |                 |                   |
| Contiene los capítulos: - 7- Tomie Parte 2 (富江PART.2?) - 8- Sótano (地下室 Chikashitsu?) - 9- Pintor (画家 Gaka?) - 10- Homicida (暗殺 Ansatsu?) - 11- Cabello (毛髪 Mōhatsu?) - 12- Huérfana (養女 Yōjo?) |                 |                   |

| Volumen 3 "Tomie Again" (富江Again―富江 Part3 (眠れぬ夜の奇妙な話コミックス) [コミック]) | ISBN            | Publicado     |
| Volumen 3 "Tomie Again" (富江Again―富江 Part3 (眠れぬ夜の奇妙な話コミックス) [コミック]) | ISBN 4257904305 | marzo de 2001 |
| |                 |               |
| Contiene los capítulos: - 01- Meñique (小指 Koyubi?) - 02- Niño (少年 Shōnen?) - 03- Moromi (もろみ?) - 04- Niñera (ベビーシッター Bebīshittā?) - 05- Reunión (ある集団 Aru shūdan?) - 06- Pasando demonio (通り魔 Tōrima?) - 07- Top Model (トップモデル Toppu moderu?) - 08- Vieja y fea (老醜 Rō Miniku?) |                 |               |

### Anime/OVA
Para la primera temporada del anime Junji Ito Collection, el noveno episodio adaptó el capítulo "Pintor".
Además se lanzaron dos episodios OVA centrados en la trama de Tomie. La primera parte se lanzó el 27 de abril de 2018, mientras que la segunda se estrenó el 25 de mayo de 2018.
Tomie también fue adaptada en el episodio 9, "La foto de Tomie", de la serie anime Junji Ito Maniac: Relatos japoneses de lo macabro, estrenada en Netflix.

### Webiserie
Una adaptación televisiva de streaming sobre el manga para la plataforma de video on demand Quibi será producida por Sony Pictures Television en asociación con Unniversal Content Productions desarrollada por el director Alexandre Aja. La trama de la serie es descrita como "la historia de lo que ocurre cuando una hermosa estudiante de secundaria desaparece y partes de su cuerpo son encontradas por todo un pequeño pueblo pero lo que comienza como un misterioso homicidio se convierte en algo más horroroso". Para mediados de 2020 se confirmó que la actriz Adeline Rudolph interpretaría a Tomie en la serie.

## Adaptaciones cinematográficas
En respuesta a la gran popularidad del manga en Japón, Tomie ha recibido adaptaciones cinematográficas desde 1999 al 2011 con ocho películas conformando una saga a la fecha.
Tras el estreno de la primera película Tomie, la secuela oficial titulada Tomie: Another Face se estrenó el 25 de octubre de 1999. Originalmente Another Face se planificó como una miniserie televisiva antes de ser comprimida en una película de televisión. La siguiente película Tomie fue Tomie: Replay que fue estrenada el mismo año que la adaptación de Uzumaki el 11 de febrero del 2000. En 2005, la película Tomie: Beginning fue liberada como una precuela adaptada fielmente de la historial original del manga. Tomie: Beginning termina donde Tomie inicia.
Junji Ito ha expresado su apoyo a las películas, frecuentemente asistiendo a los estrenos e incluso ha participado en el proceso de selección del elenco como la actriz Miho Kanno a quien seleccionó personalmente para el rol de la primera película y entrenó para interpretar al personaje.

## Recepción
En 1989 Junji Ito fue el ganador del premio Kazuo por la creación del manga y buen recibimiento que este obtuvo. El manga ha sido ocasionalmente lanzado en diferentes versiones recopilatorias por sus distribuidoras como uno de los trabajos más memorables y destacables de Ito en colecciones tales como Junji Ito Horror Collection o Masterful Collection. Tomie como serie individual y su protagonista epónimo es frecuentemente nombrado tanto por fanes como medios de comunicación como uno de los personajes más distinguidos de Ito.